# Municipio de Clarksburg
El municipio de Clarksburg (en inglés: Clarksburg Township) es un municipio ubicado en el condado de Shelby en el estado estadounidense de Illinois. En el año 2010 tenía una población de 401 habitantes y una densidad poblacional de 5,71 personas por km².

## Geografía
El municipio de Clarksburg se encuentra ubicado en las coordenadas 39°18′51″N 88°45′1″O / 39.31417, -88.75028. Según la Oficina del Censo de los Estados Unidos, el municipio tiene una superficie total de 70.23 km², de la cual 70,23 km² corresponden a tierra firme y (0 %) 0 km² es agua.

## Demografía
Según el censo de 2010, había 401 personas residiendo en el municipio de Clarksburg. La densidad de población era de 5,71 hab./km². De los 401 habitantes, el municipio de Clarksburg estaba compuesto por el 99 % blancos y el 1 % eran de una mezcla de razas. Del total de la población el 0 % eran hispanos o latinos de cualquier raza.